# اوجنیو کالورس
اوجنیو کالورس (انگلیسی: Eugenio Calvarese؛ زادهٔ ۱۹ مهٔ ۱۹۹۲) بازیکن فوتبال اهل ایتالیا است.
از باشگاه‌هایی که در آن بازی کرده‌است می‌توان به باشگاه فوتبال آولینو و باشگاه فوتبال دلفینو پسکارا اشاره کرد.